# Marie Krøyer

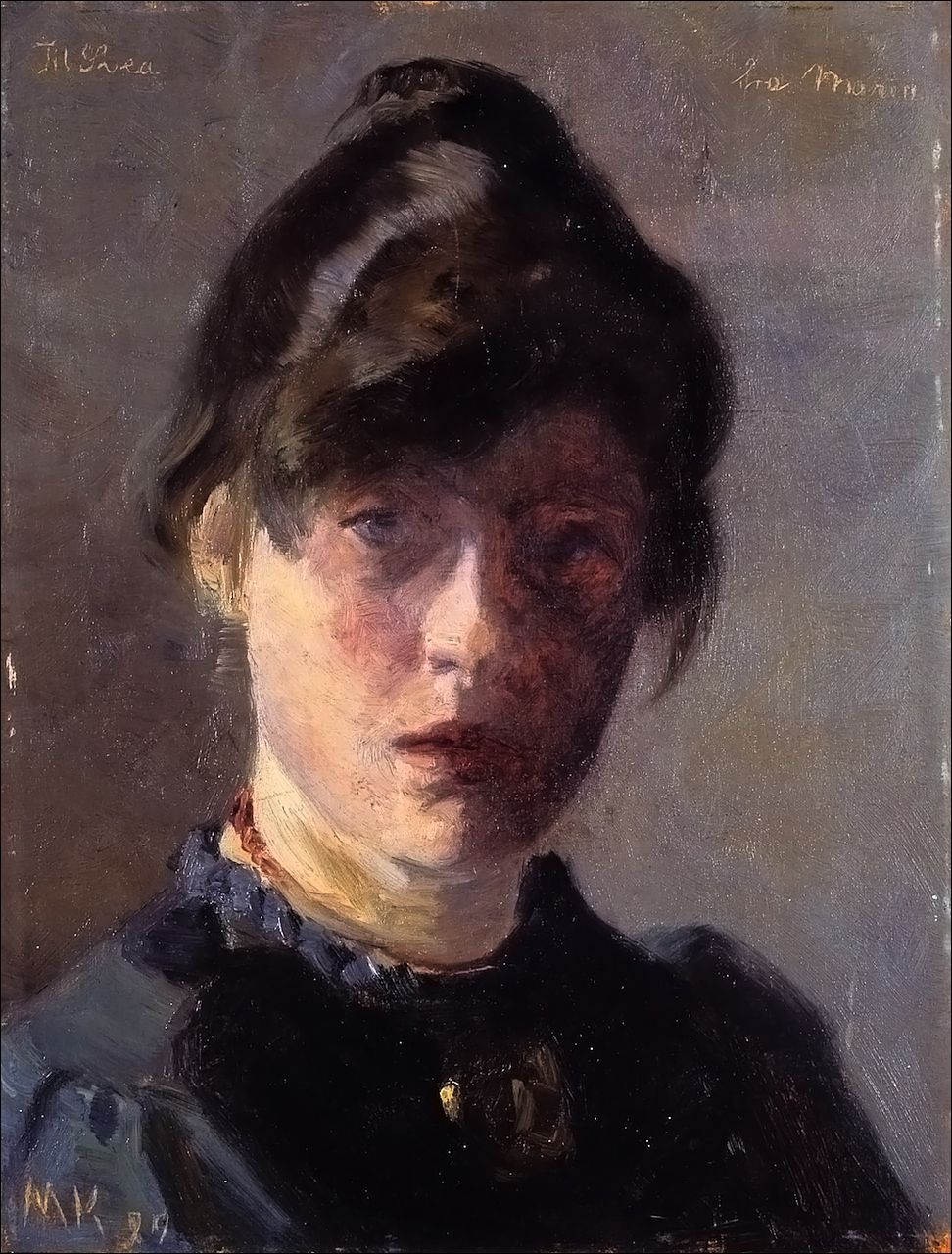
Zelfportret Marie Krøyer

Maria (Marie) Martha Mathilde Krøyer, geboren Triepcke (Frederiksberg, 11 juni 1867 - Stockholm, 25 mei 1940) was een Deens kunstschilderes. Ze was van 1889 tot 1905 gehuwd met de Deense schilder Peder Severin Krøyer en van 1912 tot 1936 met de Zweedse componist Hugo Alfvén. Ze maakte deel uit van de groep van Skagenschilders.

## Leven en werk
Marie Triepcke werd geboren als dochter van een directeur van een weverij, van Duitse herkomst. Ze had artistieke ambities en ging in de leer bij de Kopenhaagse kunstschilders Kristian Zahrtmann en Carl Thomsen. In 1888 trok ze naar Parijs om te studeren bij Guillaume Courtois, Alfred Philippe Roll en Pierre Puvis de Chavannes. In Parijs kreeg ze een verhouding met de zestien jaar oudere Deense kunstschilder Peder Severin Krøyer, voor wie ze in 1887 al eens model had gestaan. Korte tijd later trouwden ze. Hun huwelijksreis ging naar Italië en Duitsland. In 1891 vestigde het paar zich in de vissersplaats Skagen op de noordelijkste punt van Jutland. Daar sloten ze zich aan bij de Skagenschilders, waarmee Krøyer al eerder in de jaren 1880 samenwerkte. Hun dochter Vibeke werd geboren in 1895. 
De komst van Marie naar Skagen leidde onder de Skagenschilders snel tot onrust en intriges, resulterend in het vertrek van kunstschilder Viggo Johansen en zijn vrouw Martha. Ook haar huwelijk met P.S. Krøyer verliep uiteindelijk dramatisch. Toen Marie in 1905 een kind (de latere actrice Margita Alfvén) verwachtte van de componist Hugo Alfvén, die ze had ontmoet tijdens een reis naar Taormina, leidde dat tot een scheiding. Dochter Vibeke gaf er de voorkeur aan bij haar vader te blijven. Krøyer overleed vier jaar later aan een psychische ziekte. Marie en Alfvén trouwden in 1912, na jarenlang te hebben samengewoond, en vestigden zich in Tällberg, Zweden, waar Marie hun eigen huis ontwierp. Marie scheidde van Hugo Alfvén in 1936. Ze overleed in 1940 op 72-jarige leeftijd.
Marie maakte schilderwerken in een overwegend impressionistische stijl. Werk van haar is te zien in onder andere het Skagens Museum en de Hirschsprungske Samling. Veel bekendheid geniet ze ook door de grote hoeveelheid portretten die Krøyer van haar maakte.
Over haar leven verschenen diverse biografieën. In 2012 verscheen een Deense film over haar leven, Marie Krøyer, onder de regie van Bille August, met in de titelrol Birgitte Hjort Sørensen.

## Werk van Marie Krøyer

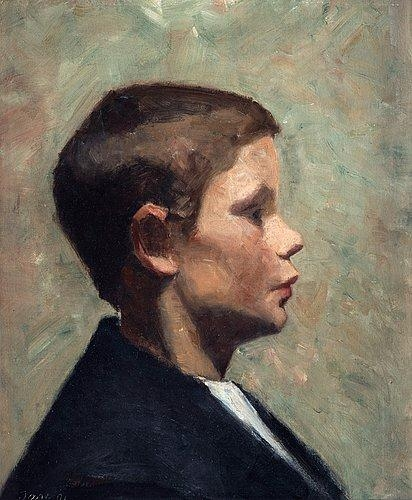
Portret van een jongen in profiel
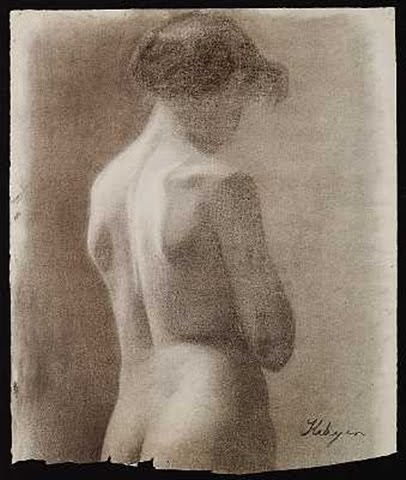
Model
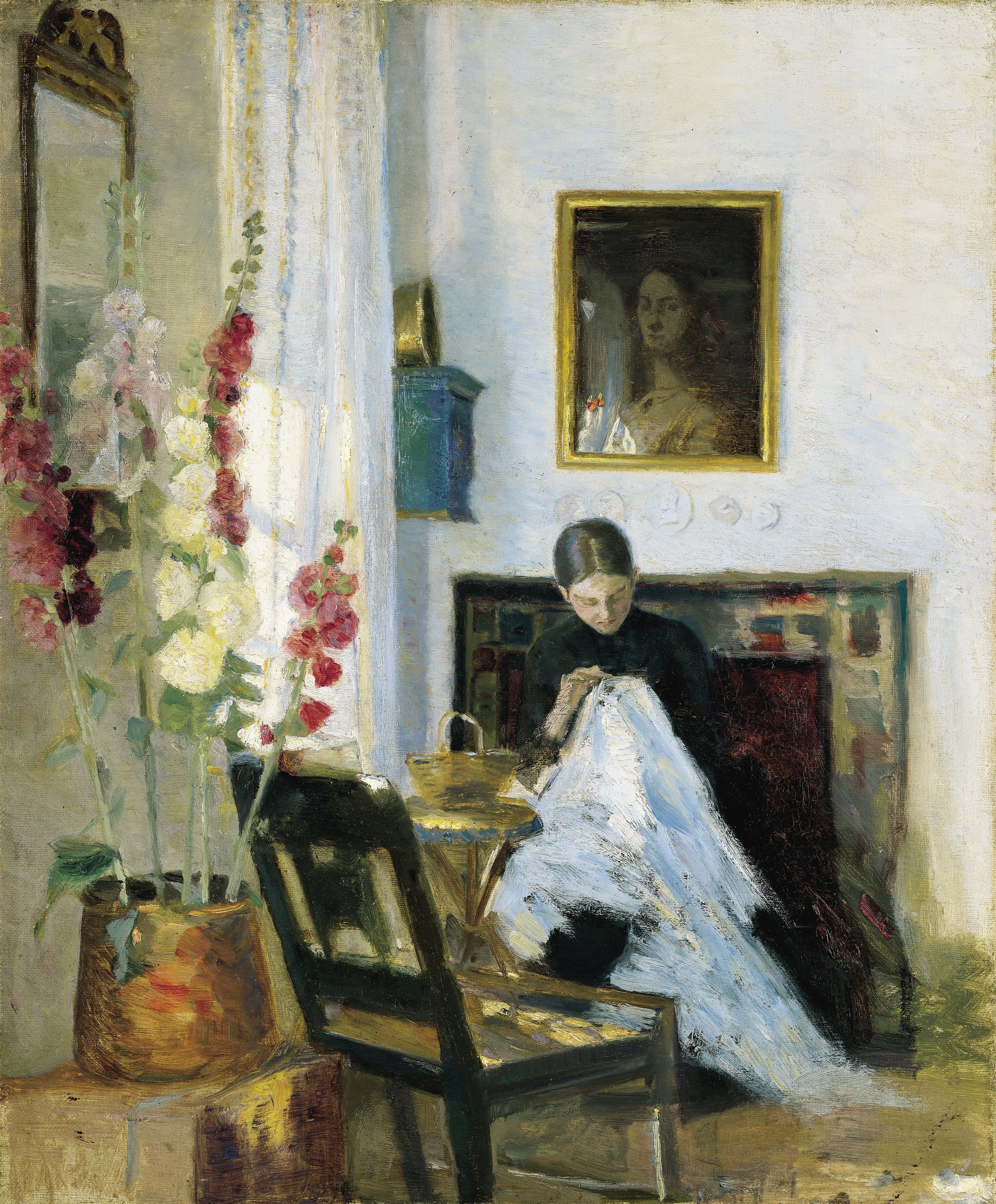
Interieur met naaiende vrouw
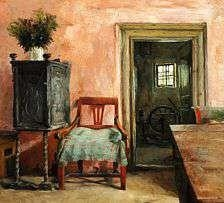
Interieur
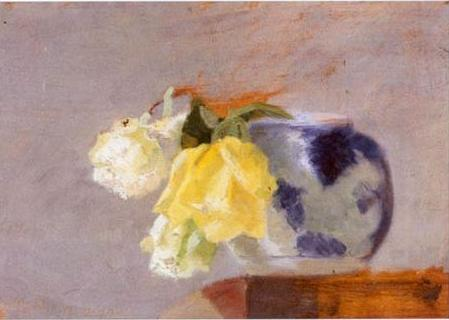
Stilleven

## Portretten van Marie door P.S. Krøyer

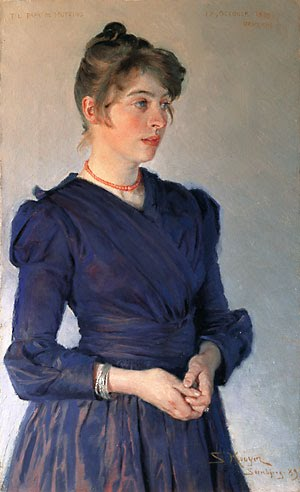
Marie
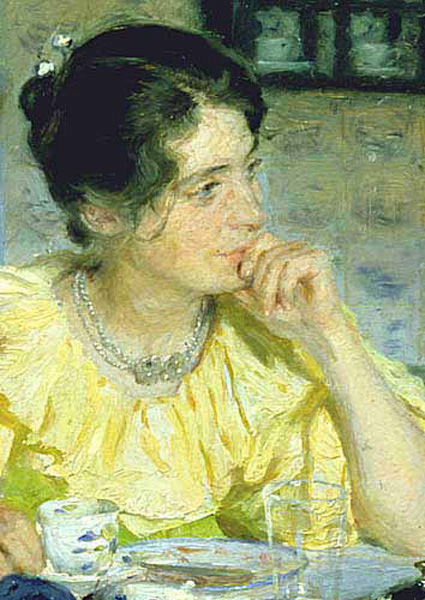
Portret van Marie
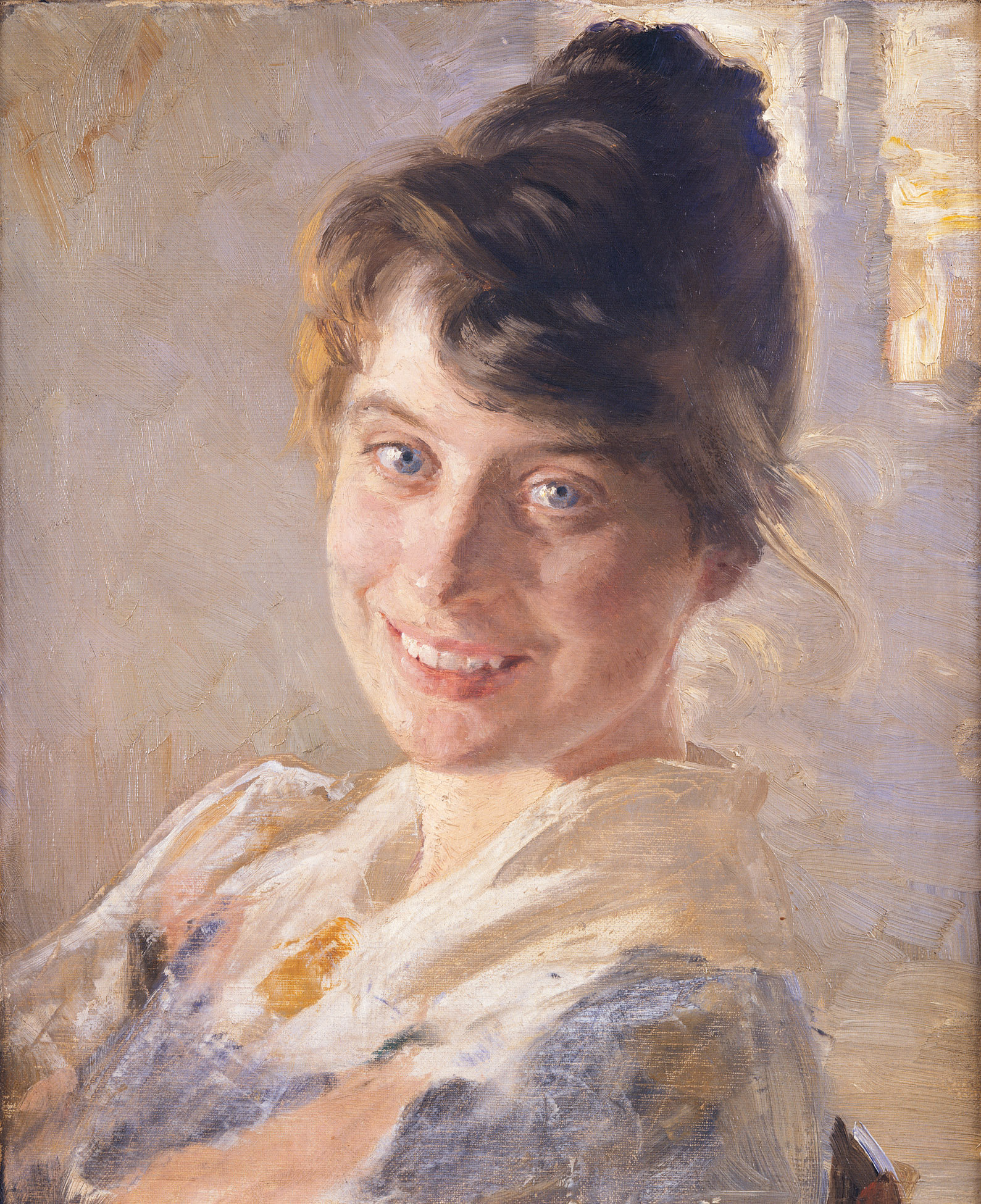
Portret
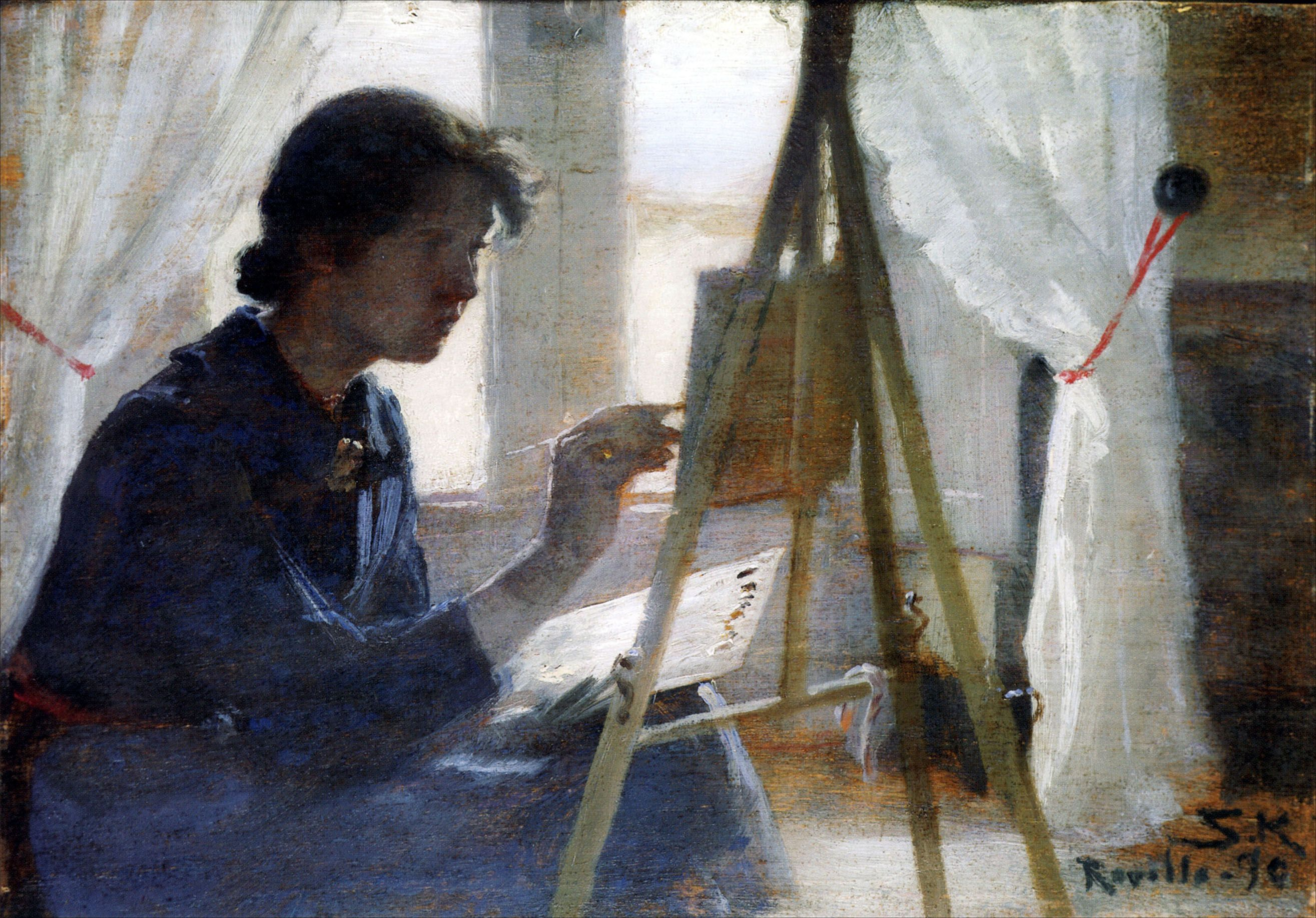
Marie schildert in Ravello
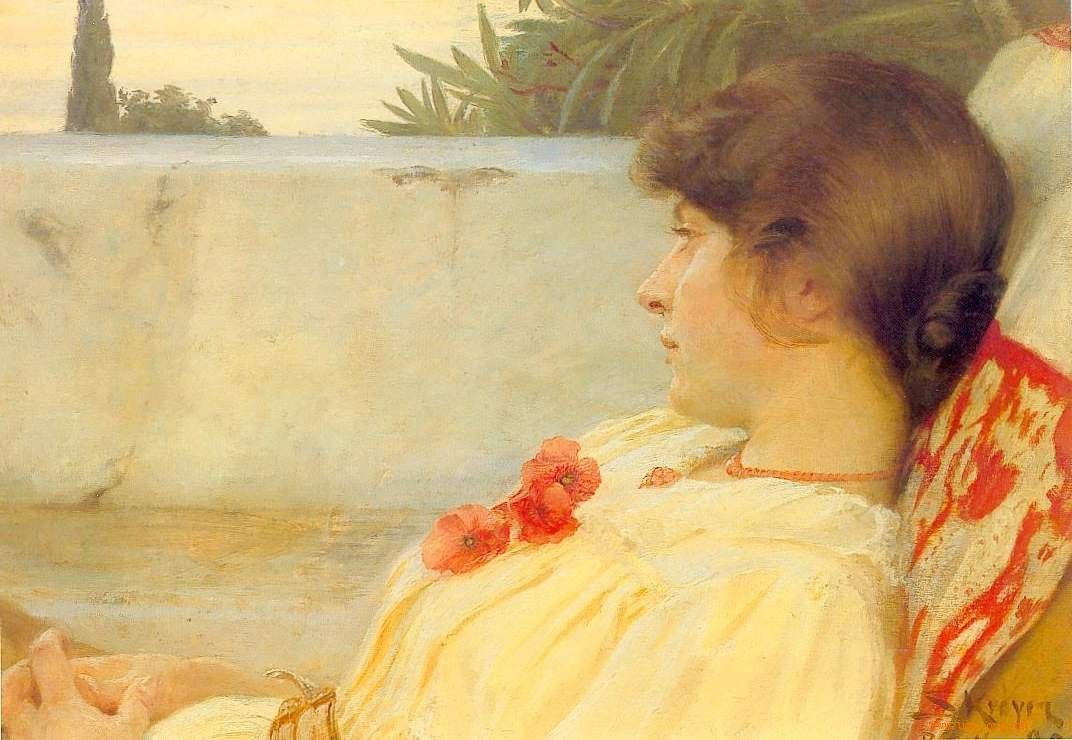
Marie in Ravello

## Biografieën
- Jacob Thage: Portrætter fra et ægteskab. 1997
- Lise Svanholm: Agnes og Marie. 1991.
- Knud Voss: En kvinna mellan två män. 1991
- Lise Svanholm: Marie Krøyer 1867–1940. 1987.
- Margrethe Loerges: Marie Krøyer. 1979.